# Serrana (òpera)

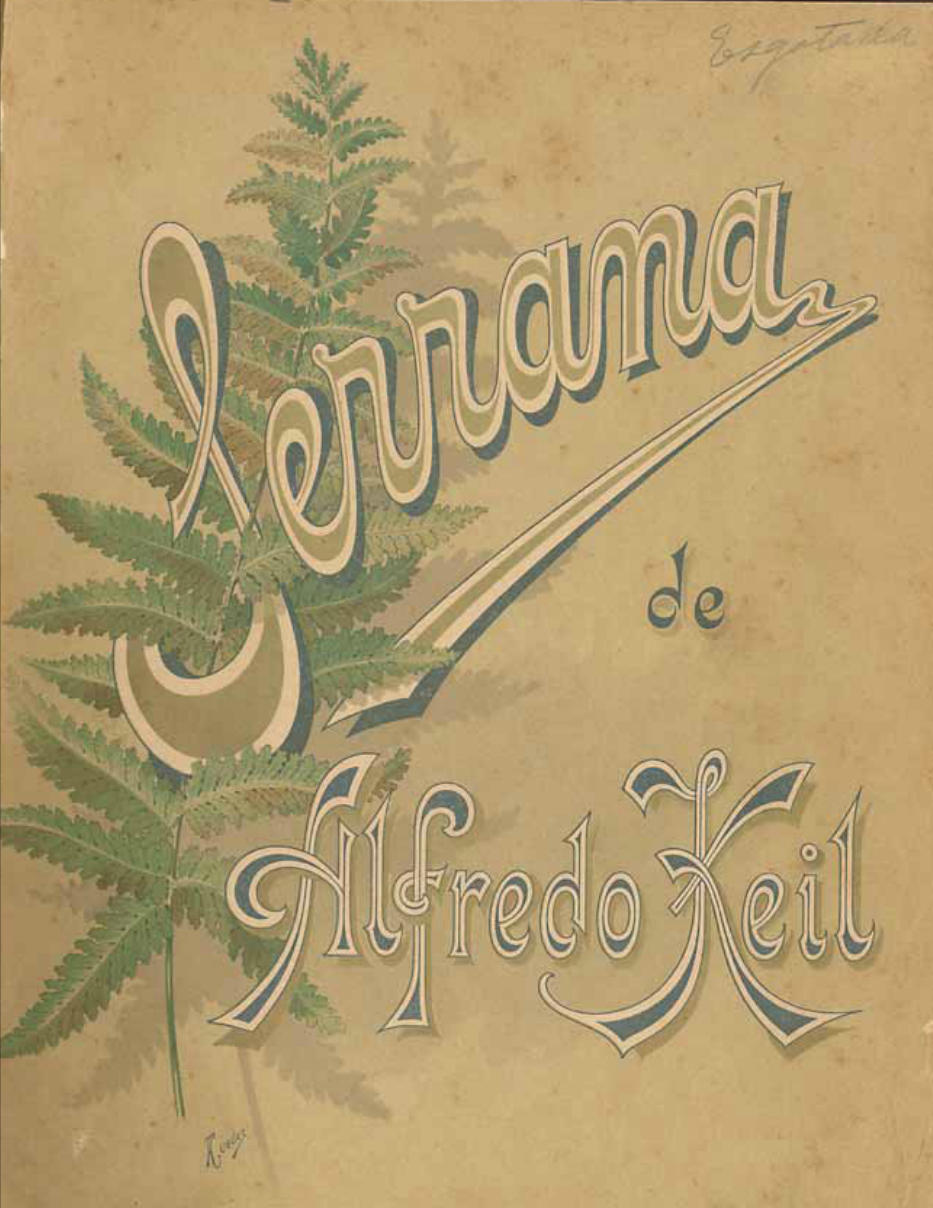
Portada de la partitura de l'òpera (1899).

Serrana és una òpera, drama líric en tres actes, composta per Alfredo Keil amb llibret d'Henrique Lopes de Mendonça. Serrana és basada en la novel·la Como ela o amaba de Camilo Castelo Branco. Es va estrenar al Teatro Nacional de São Carlos el 13 de març de 1899.
Té llibret en portuguès i integra algunes melodies populars. Es va convertir en l'òpera més coneguda de Keil i del repertori nacional portuguès.